# Sofron Stefan Mudry

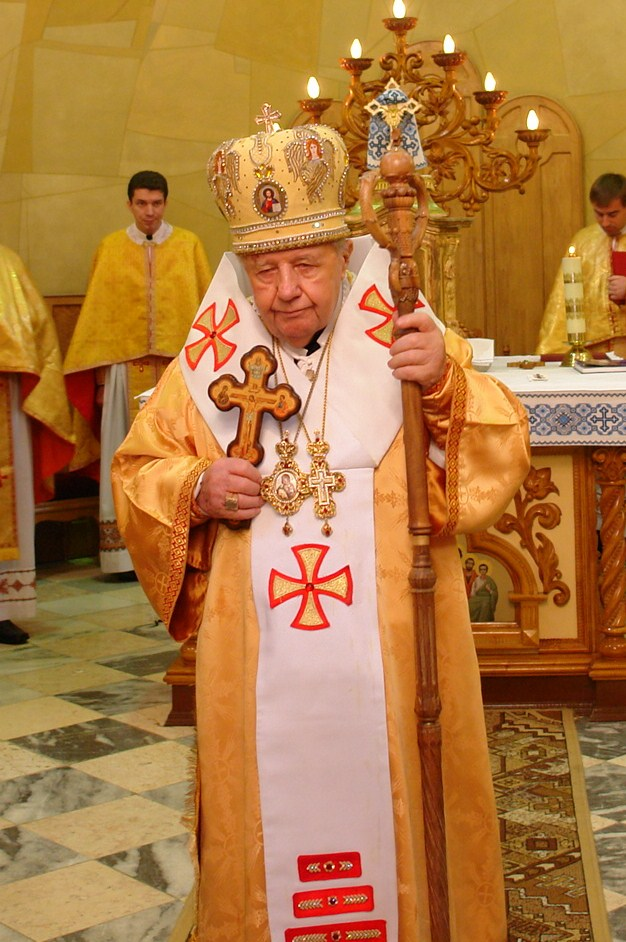
Sofron Stefan Mudry

Sofron Stefan Mudry OSBM (* 27. November 1923 in Solotschiw; † 31. Oktober 2014) war Bischof von Iwano-Frankiwsk. 

## Leben
Sofron Stefan Mudry trat der Ordensgemeinschaft der Basilianer bei. Der Apostolische Visitator der Ukrainischen Griechisch-Katholischen Kirche in Westeuropa und Südamerika, Ivan Bucko, weihte ihn am 25. Dezember 1958 zum Priester. Von 1974 bis 1994 war er Rektor des Päpstlichen Ukrainischen Kollegs in Rom.
Am 24. November 1995 wurde er von der Heiligen Synode zum Koadjutorbischof von Iwano-Frankiwsk gewählt. Papst Johannes Paul II.  bestätigte die Wahl am 2. März des nächsten Jahres. Der Sekretär der Kongregation für die orientalischen Kirchen Miroslav Stefan Marusyn spendete ihm am 12. Mai desselben Jahres die Bischofsweihe; Mitkonsekratoren waren Stephen Sulyk, Erzbischof von Philadelphia, und Sofron Dmyterko OSBM, Weihbischof in Iwano-Frankiwsk. 
Nach der Emeritierung Sofron Dmyterkos folgte Sofron Stefan Mudry ihm am 7. November 1997 als Bischof von Iwano-Frankiwsk nach. Am 2. Juni 2005 nahm Papst Benedikt XVI. seinen altersbedingten Rücktritt an.